# Hayashio (1940)
El Hayashio (早潮 marea temprana?) fue un destructor de la Clase Kagerō. Sirvió en la Armada Imperial Japonesa durante la Segunda Guerra Mundial. 

## Historia
Durante los inicios de la entrada de Japón en la Segunda Guerra Mundial, entre el 12 de diciembre de 1941 y el 20 de enero de 1942, perteneció a las fuerzas de invasión que tomaron sucesivamente Legazpi, Dávao, Joló, Manado, Kendari, Ambon, Makassar y Timor, en Filipinas e Indonesia.
Realizó sucesivas misiones de suministro del Tokyo Express a Guadalcanal los días 3, 6 y 9 de octubre de 1942. El 13 del mismo mes formó parte de la escolta de los acorazados Kongō y Haruna cuando atacaron la base aérea estadounidense de Campo Henderson, en Guadalcanal.
Resultó hundido por un ataque aéreo el 24 de noviembre de 1942, cuando realizaba una misión de transporte desde Rabaul hacia Lae. Una bomba impactó en su proa e inició un incendio. La tripulación ancló el destructor y trató de combatir el fuego, pero abandonó la nave cuando la carga de municiones se vio afectada por las llamas. Otro destructor, el Shiratsuyu, rescató a los supervivientes y hundió al Hayashio con un torpedo en la posición (7°1′S 147°30′E / -7.017, 147.500).